# Monsters of the Millenium Tour
Il Monsters of the Millennium Tour è stato un breve tour svedese del 1999 dei gruppi heavy metal Manowar, Motörhead, Dio supportati dalla band locale Lion's Share.
Da questo tour sono stati pubblicati anche due bootleg; "Going to Sweden" dei Motörhead del 10 novembre 1999, e "Live at Borlaenge" dei Manowar della data del 13 novembre.

## Date
| Data       | Luogo                | Città       | Paese     |
| ---------- | -------------------- | ----------- | --------- |
| 09/11/1999 | KB Hallen            | Copenaghen  | Danimarca |
| 10/11/1999 | Baltiska Hallen      | Malmö       | Svezia    |
| 12/11/1999 | Idrottens Hus        | Helsingborg | Svezia    |
| 13/11/1999 | Kupolen              | Borlänge    | Svezia    |
| 14/11/1999 | Strandbjörkshallen   | Växjö       | Svezia    |
| 16/11/1999 | Lisebergshallen      | Göteborg    | Svezia    |
| 18/11/1999 | Solnahallen          | Stoccolma   | Svezia    |
| 19/11/1999 | Himmelstalundshallen | Norrköping  | Svezia    |
| 20/11/1999 | Nobelhallen          | Karlskoga   | Svezia    |
| 21/11/1999 | Nordichallen         | Sundsvall   | Svezia    |
| 23/11/1999 | Sportshallen         | Umeå        | Svezia    |
| 24/11/1999 | Arkushallen          | Luleå       | Svezia    |
| 26/11/1999 | Icehall              | Oulu        | Finlandia |
| 27/11/1999 | Elyseè Arena         | Turku       | Finlandia |
| 29/11/1999 | Icehall              | Helsinki    | Finlandia |
| 30/11/1999 | Linnehall            | Tallinn     | Estonia   |

## Scalette

### Dio[3]
1. Intro (Raise the Dead / Protect Your Soul ...)
2. Evilution
3. Straight Through The Heart
4. Don't Talk To Strangers
5. Holy Diver
6. Drum solo
7. Heaven and Hell
8. Rock 'n' Roll Children
9. Stargazer - Guitar Solo
10. I Speed At Night
11. King Of Rock And Roll
12. The Last In Line
13. Rainbow In The Dark
14. Man On The Silver Mountain / Long Live Rock 'n' Roll / Man On The Silver Mountain

### Motörhead
1. Bomber
2. No Class
3. I'm So Bad (Baby I Don't Care)
4. Over You Shoulder
5. Civil War
6. Metropolis
7. Take the Blame
8. Born to Raise Hell
9. Dead Men Tell No Tales
10. Sacrifice + Drum Solo
11. Orgasmatron
12. Going to Brazil
13. Iron Fist
14. Killed by Death
15. Ace of Spades
16. Overkill

### Manowar
1. Manowar
2. Metal Warriors
3. Kill With Power
4. Sign Of The Hammer
5. Guitar Solo
6. Gates Of Valhalla
7. Bass Solo
8. The Gods Made Heavy Metal
9. Fighting The World
10. Kings Of Metal
11. Hail And Kill
12. Wheels Of Fire
13. The Power
14. Black Wind Fire And Steel

## Formazione

### Manowar
- Eric Adams - voce
- Karl Logan - chitarra
- Joey DeMaio - basso
- Scott Columbus - batteria

### Motörhead
- Lemmy Kilmister - basso, voce
- Phil Campbell - chitarra
- Mikkey Dee - batteria

### Dio
- Ronnie James Dio - Voce
- Tracy G - Chitarra
- Jeff Pilson - Basso
- Simon Wright - Batteria
- Scott Warren - Tastiere

### Lion's Share
- Anders Engberg - Voce
- Lars "Chriss" Christmansson - Chitarra
- Pontus Egberg - Basso
- Johan Koleberg - Batteria
- Kay Backlund - Tastiere